# Каимана (округ)
Каимана (индон. Kaimana) — округ индонезийской провинции Западное Папуа. Столица этого округа носит название Каимана. В округ Каимана входят четыре района: Буруваи, Каимана, Телук-Аргуни, Телук-Этна. Каимана занимает площадь 18 500 кв. км, а по переписи 2010 года его население составляло 46 249 человек;  последняя официальная оценка (по состоянию на середину 2019 г.) составляет 60 216 человек.  Административный центр - город Каимана. В регентстве говорят на языках майрази.

## Административные округа
Регентство включает в себя 7 округов:
- Телук Аргуни Атас
- Телук Аргуни Бавах
- Камбрау
- Телук Этна
- Ямор
- Каимана
- Барувэй